# 防身術
防身術，是用於自我防衛的一種武術，强調自身被敵人碰觸或非碰触攻击的情况下，进行反制來敵的實效武術。
平民的防身術，是設法在敵人攻擊自己時，自己有機會脫逃，且盡量不要受傷，故不應以言語、動作挑釁敵人，盡可能在出其不意的情況下發動突襲，使其暫時失去或減低行動能力，以增加逃跑的機會。必須知道平民的防身術不是擒拿術，不是打倒敵人（歹徒）或擒拿敵人，而是解救自己的技巧，故脫離敵人控制後應立刻逃離現場。
軍人與警員學習的防身術則有很大的不同，除了保護自己，通常會加上近身格鬥、混合武術、擒拿術等，以便將歹徒捕獲，除了武術的傳授外，軍警的防身術，也應該為受訓者建立防範意识与理念，時時刻刻留心歹徒或敵人。
世界各地都有傳統或現代的防身術，如柔術、俄羅斯防身術（桑搏）、俄羅斯系統武術（西斯特瑪）、以色列防身術（瑪迦）、馬來防身術（席拉）、巴頓術、德意志防身術、德意志柔術、巴西柔術、混合武術等；此外，柔道、空手道、跆拳道、合氣道，甚至傳統的南拳、少林拳、太極拳、八極拳、詠春拳等實用的中國武術近年也受到青睐，并被吸納至防身術的範疇。

## 注腳
1. 1 2  中華民國教育部學務通訊968期[]
2. ↑  宜蘭縣警察局蘇澳分局 防身術使用要訣[]
3. ↑  .   [2017-02-08]. （原始内容存档于2017-02-11）.